# مارجوري هالبن
مارجوري هالبن (بالإنجليزية: Marjorie Halpin)‏ هي عالمة الإنسان أمريكية، ولدت في 1937، وتوفيت في 2000.